# Frederick Karlomuana Timakata
Frederick „Fred” Karlomuana Timakata (ur. 1936, zm. 21 marca 1995) – vanuacki polityk, prezydent Vanuatu od 10 stycznia 1989 do 30 stycznia 1994 r.
Zasiadał na fotelu przewodniczącego parlamentu. W okresie od 17 lutego do 8 marca 1984 r., tj. między pierwszą a drugą kadencją prezydenta George Kalkoa, pełnił tymczasowo funkcję głowy państwa.
Jest wyznawcą anglikanizmu.